# Långtjärnen (Burträsks socken, Västerbotten, 714800-171763)
Långtjärnen är en sjö i Skellefteå kommun i Västerbotten och ingår i Rickleåns huvudavrinningsområde. Sjöns area är 0,027 kvadratkilometer och den befinner sig 261 meter över havet.